# جوناس لجونجبلاد
جوناس لجونجبلاد (بالسويدية: Jonas Ljungblad) مواليد 15 يناير 1979 في غوتنبرغ، هو دراج سويدي في صنف سباق الدراجات على الطريق.

## روابط خارجية
- جوناس لجونجبلاد على موقع الاتحاد الدولي للدراجات (الإنجليزية)
- جوناس لجونجبلاد على موقع أرشيف الدراجات (الإنجليزية)
- جوناس لجونجبلاد على موقع إحصائيات الدراجات الإحترافية (الإنجليزية)
- جوناس لجونجبلاد على موقع نسبة الدراجات (الإنجليزية)
- جوناس لجونجبلاد على موقع CycleBase (الإنجليزية)